# Bitwa pod Korcem (VI 1920)

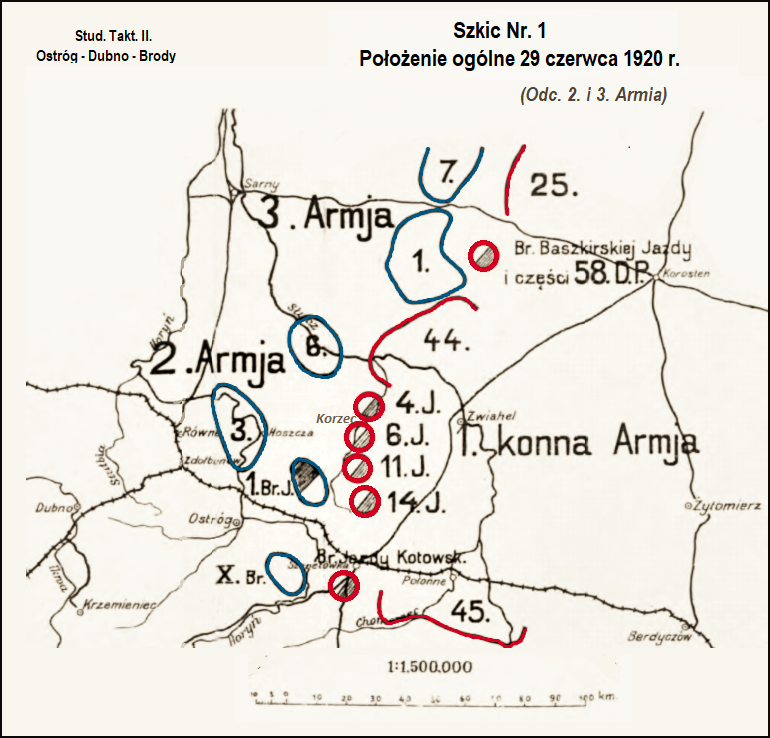
Franciszek Arciszewski, Ostróg – Dubno – Brody. Walki 18 Dywizji Piechoty z konną armją Budiennego

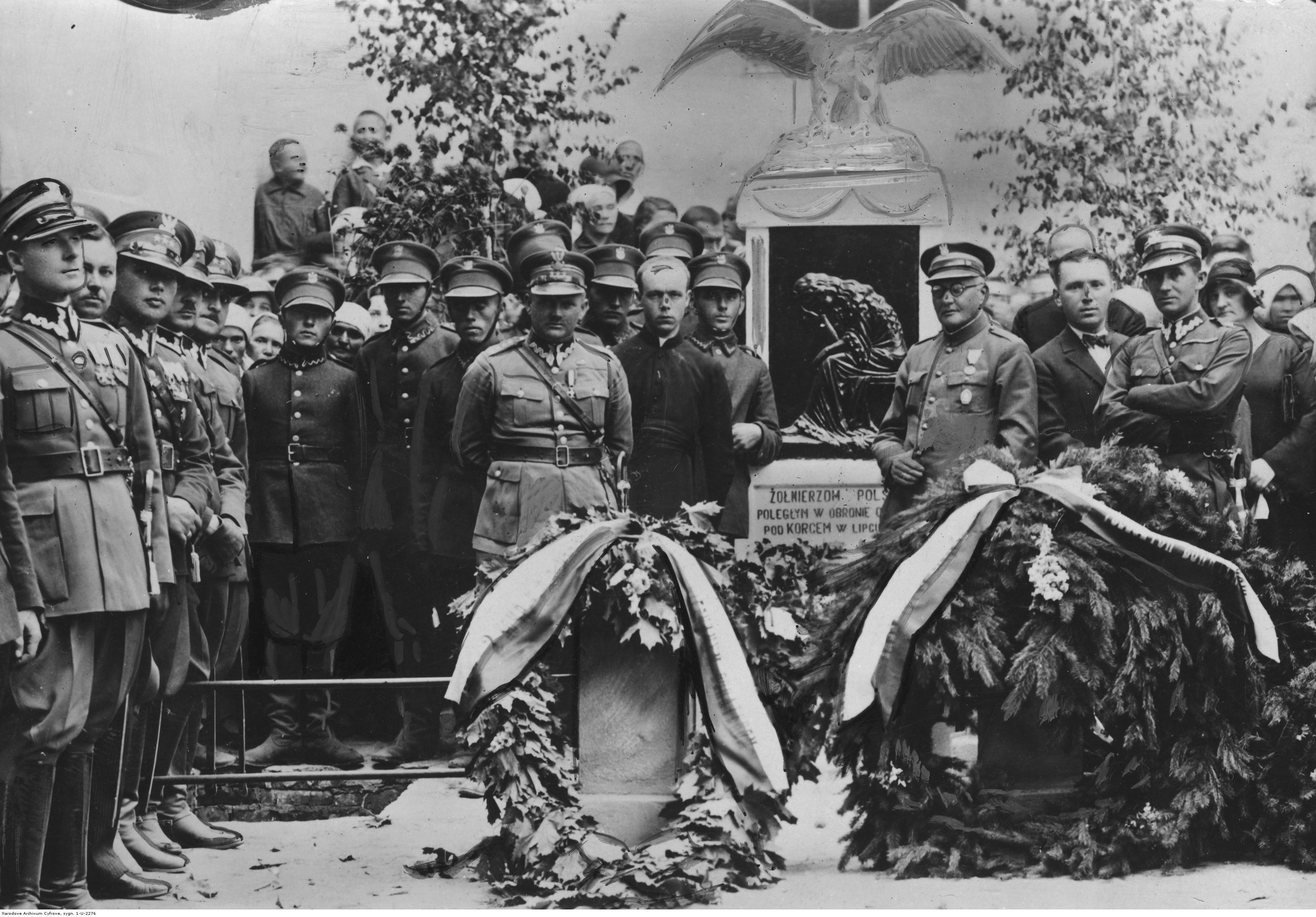
Korzec. Pomnik ku czci żołnierzy poległych pod miastem w 1920 r.

Bitwa pod Korcem – walki polskiej 3 Dywizji Piechoty Legionów gen. Leona Berbeckiego z sowiecką 4 Dywizją Kawalerii z 1 Armii Konnej Siemiona Budionnego toczone w okresie ofensywy Frontu Południowo-Zachodniego w czasie wojny polsko-bolszewickiej.

## Sytuacja ogólna
26 maja na Ukrainie wojska  sowieckiego Frontu Południowo-Zachodniego przeszły do ofensywy, a już 5 czerwca trzy dywizje sowieckiej 1 Armii Konnej Siemiona Budionnego przełamały trwale polski front na odcinku obrony grupy gen. Jana Sawickiego.
Sowiecki plan kontrofensywy na Ukrainie przewidywał odcięcie polskiej 3 Armii gen. Edwarda Rydza-Śmigłego, zgrupowanej w rejonie Kijowa, poprzez opanowanie Korostenia siłami 12 Armii Siergieja Mieżeninowa, oraz Koziatyna i Żytomierza przez 1 Armię Konną. 10 czerwca odwrót spod Kijowa w kierunku na Korosteń rozpoczęła polska 3 Armia, 16 czerwca  dotarła do Uszy, a 22 czerwca większość sił posiadała już na Uborci.
W ostatnich dniach czerwca poszczególne związki operacyjne Frontu Ukraińskiego, dowodzonego już przez gen. Edwarda Rydza-Śmigłego, ugrupowane były w następujący sposób: Armia Ukraińska gen. Michajła Omelianowicza-Pawlenki skupiona była nad Dniestrem, w kierunku granicy z Rumunią, 6 Armia gen. Wacława Iwaszkiewicza-Rudoszańskiego zajmowała odcinek frontu Dniestr–Chmielnik–Lubar, nowo sformowana 2 Armia gen. Kazimierza Raszewskiego znajdowała się na linii rzek Słucz i Horyń a 3 Armia gen. Edwarda Rydza-Śmigłego rozlokowana była nad Uborcią.
27 czerwca 1 Armia Konna przełamała polską obronę na Słuczy na południe od Zwiahla, na odcinku bronionym przez I Brygadę Piechoty (rez.).  Kawaleria Budionnego wdarła się w lukę między lewym skrzydłem 6 Armii a grupą gen. Leona Berbeckiego z 2 Armii.

## Walki pod Korcem
Po przełamaniu przez 1 Armię Konną frontu polskiego nad Słuczą, 3 Dywizja Piechoty Legionów wycofała się za Korczyk, a 28 czerwca 8 pułkiem piechoty Legionów płk Władysława Bończy-Uzdowskiego, wspartym przez dwie baterie 3 pułku artylerii polowej Legionów, obsadziła Korzec. Dowódca pułku skierował dwa pierwsze bataliony na wschodnie krańce miasta, a III batalion pozostawił w odwodzie. Już w godzinach rannych pod polskie pozycje zaczęły podchodzić elementy rozpoznawcze nieprzyjaciela. Od strony Zwiahla nadjechał samochód pancerny, który pokonał okopy polskie i dopiero ogień artylerii zmusił go do wycofania.
Około południa sowiecka 4 Dywizja Kawalerii przełamała polską obronę pod Gwozdowem. Wykorzystując powodzenie, jej oddziały uderzyły na Korzec, pobiły zaskoczonych obrońców i wdarły się do centrum miasta. W tym czasie ulice zatłoczone były taborami pułkowymi pobierającymi zaopatrzenie. Wśród taborytów wybuchła panika, a odwodowy III batalion mógł zorganizować obronę dopiero na zachodnim skraju miasta. Pierwszorzutowe bataliony zmuszone zostały do przebijania się przez sowieckie ugrupowanie i poniosły duże straty. Do niewoli dostał się między innymi dowódca I batalionu kpt. Gustaw Świderski.
Po utracie Korca, 3 Dywizja Piechoty Legionów rozpoczęła odwrót za Horyń.

## Bilans walk
Bitwa o Korzec zakończyła się przegraną 8 pułku piechoty Legionów. Uzyskane przez oddziały 4 Dywizji Kawalerii zaskoczenie i opanowanie miasta zmusiło całą 3 Dywizję Piechoty Legionów do wycofania się za Horyń, w kierunku na Chorbatów. Cofnęła się też cała 2 Armia.